# Milagros de Nuestra Señora

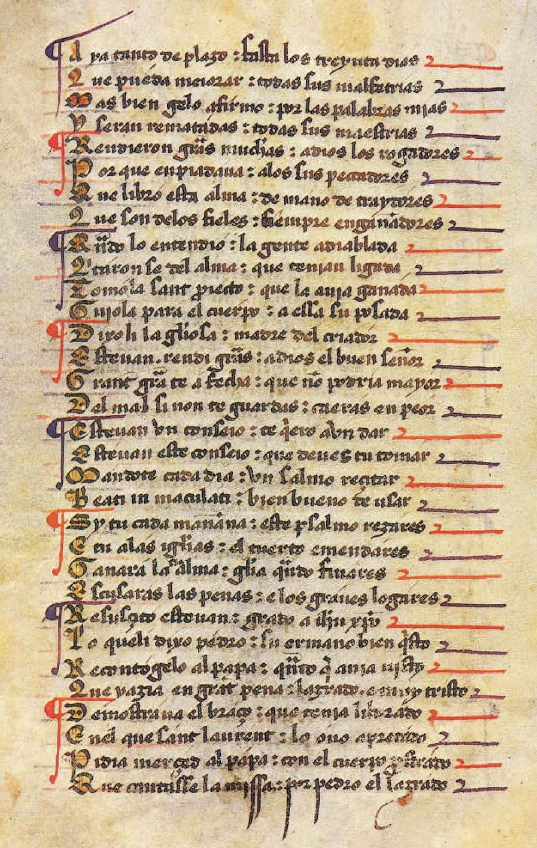
Manuscrito del de los Milagros de Nuestra Señora.

Milagros de Nuestra Señora es la obra capital de Gonzalo de Berceo, clérigo secular que sin embargo pertenecía a la órbita del monasterio de San Millán, escrita entre 1246 y 1252 aproximadamente. Es una obra que fue escrita para ser narrada, con un fin de entretenimiento, de enseñanza religiosa y de dar a conocer el monasterio de San Millán de la Cogolla; monasterio donde el autor de la obra (Berceo) vivió toda su vida y escribió allí este libro. Se trata de una compilación de milagros literarios (cognados de los miracula en latín) que relatan 25 milagros de la Virgen María, escritos en español, en una etapa tardía de su vida, usando como fuente colecciones de milagros marianos en latín que circulaban en el siglo XIII para 24 de ellos (Manuscrito de Thott, n.º 128, Biblioteca de Copenhague),(Manuscrito n.º 110, Biblioteca Nacional de Madrid), y el número 25 (numerado como 24 en las ediciones modernas ) de fuentes desconocidas, posiblemente orales. La obra también incluye una introducción original. Emplea la estrofa de cuaderna vía. La cuaderna vía, es propia del mester de clerecía; se trata de tetrástrofos monorrimos alejandrinos divididos en dos hemistiquios por una cesura, se dividen en estrofas. Berceo pretendía expandir la religión a la población y también quería dar a conocer el monasterio de San Millán de la Cogolla; monasterio donde muchos peregrinos paraban a descansar en él, ya que estaba cerca del Camino de Santiago que ya en esta época estaba muy extendido por toda Europa. Además, estos milagros se representaban en lengua vulgar para que fuese entendida por todo el público. 

## Género
Las colecciones de milagros marianos aparecieron a lo largo del siglo XI, pero será a partir de los siglos XII y XIII cuando se producirá un considerable aumento de estas colecciones y habrá incluso autores especializados en el mismo, como Gautier de Coincy, Jean Le Marchant, Adgar, Bonvesin de la Riva o Alfonso X el Sabio. Hay de dos tipos: las de los milagros locales, vinculadas a los grandes centros de peregrinación (Laon, Rocamadour, Chartres, etc.), y las generales. Berceo aprovechó una de estas colecciones de milagros generales para componer la suya en un periodo de divulgación de las lenguas románicas y de difusión de las tradiciones marianas. La devoción a María se expandió en el siglo XIII por toda la geografía europea, pues ofrecía una imagen maternal más amable y cercana del cristianismo. Esta visión es la que franciscanos y dominicos propagaron en sus sermones a través de los ejemplos con que los adornaban.
El propósito de la obra es claramente mariano: rendir culto a la Virgen, posiblemente Nuestra Señora de Marzo, venerada en el altar mayor del monasterio de San Millán de Suso.

## Cronología
La elaboración de la obra fue larga; por una alusión al obispo don Tello (a. 1207-1247) en la estrofa 325, se deduce que el "Milagro XIV" es anterior a la muerte del prelado en 1247. Y como en la estrofa 869 Berceo se refiere a Fernando III como ya fallecido (1252), el "Milagro de la iglesia robada" (último del manuscrito y de tradición local) debió ser redactado durante el reinado del devoto mariano Alfonso X el Sabio.
En esta obra, Berceo no hace referencia al poder que tiene la Virgen sobre los santos, porque ya en el siglo XI-XII se había consolidado la figura de la Virgen como madre de Jesús, y era mucho más importante que los santos. Por ello, en esta obra vemos cómo la Virgen aparece de forma idealizada, en comparación con los santos, que aparecen en algunos de los milagros. 
Del manuscrito original X, se hicieron dos copias que hoy conozcamos. F (siglo XIV se redescubrió entre 1926 y 1974 en dos partes. Q (siglo XIII) se ha perdido, pero de ella derivan dos copias, I y M (que también deriva de F), ambas del siglo XVIII.

## Estilo y estructura
No se podía pedir demasiada originalidad a Berceo en una época en que este estaba creando la lengua literaria culta castellana; los Milagros proceden de un manuscrito latino que versificó probablemente en dialecto riojano. La originalidad de Berceo consiste en traducir al romance peninsular castellano, versificándolos, los textos latinos, acercando así a un posible registro popular el original de origen clerical latino. Otros medios con los que se aproxima a la lengua popular son los  recursos propios de los juglares, tales como hacer un uso abundante del estilo directo (aunque esto ya estaba en las fuentes latinas), dar ciertas pinceladas humorísticas a lo narrado con referencias o comparaciones al mundo rural o la naturaleza, además del abundante uso del discurso paremiológico. Aunque el cambio más radical sin duda se trata de la versificación de una fuente en prosa. Berceo también se toma licencias con los detalles, complementando pasajes narrativos, inventando motivaciones, incorporando elementos líricos y desarrollando los diálogos.
El número de milagros no es casual. Es habitual en las obras medievales una estructura matemática simbólica, casi siempre en torno al número tres o de la Santísima Trinidad, en este caso el 5 también destaca, cifra de la Virgen según la numerología cristiana: 5 X 5 = 25. El manuscrito que utilizó Berceo tenía 28, de los que seleccionó 24 y el poeta añadió uno de tradición local, el de "La iglesia robada".
Los milagros siguen todos la misma estructura de caída y redención: una persona devota de la Virgen se encuentra en peligro y se salva gracias a un milagro mariano. La obra comienza con una introducción alegórica en la que el autor se presenta a sí mismo en una naturaleza idealizada, descanso del hombre, que simboliza las virtudes y perfecciones de la Virgen. A continuación, se suceden veinticinco milagros realizados por la Virgen a favor de personas que sienten una gran devoción por ella. La mayoría de estos personajes pertenecían a la misma clase social que el público que escuchaba los milagros. Al final de cada relato aparece una moraleja o enseñanza para hacer comprender al oyente las ventajas que reporta ser un devoto de la Virgen, al modo como se trataban los exempla en el sermón popular (divisio extra). Se pueden distinguir tres grupos de milagros:
- En los que María premia o castiga a los hombres, como "La casulla de San Ildefonso".
- En los que la Virgen perdona y logra salvar de la condenación a sus devotos, como "El sacristán impúdico".
- En los que los personajes sufren una crisis espiritual y María les ayuda a solucionar el conflicto, como "La abadesa encinta".

En concreto siguen una estructura que empieza con un Exordio, que no siempre está, dónde Berceo se dirige al espectador. Una narración como lo descrito en el párrafo anterior y una conclusión que tampoco está siempre en la que se deduce que uno ha de ser devoto.
También, el último milagro que Berceo añade que es: "De cómo Teófilo fizo carta con el diablo de su ánima et después fue convertido e salvo".  De este milagro número XXV no se ha encontrado mucha información, ya que se cree que es de tradición oral o también puede ser original por el propio Berceo. Este milagro es el más largo, el que se explica a todo detalle la historia de un hombre que pasa de ser devoto de la Virgen a vender su alma al diablo. 
Hay que añadir que Berceo utiliza el amplificatio, con ello Berceo introduce elementos originales, sobre todo al traducir los milagros al castellano; ahí va añadiendo sus propias técnicas narrativas, como pueden ser versos burlescos o algún término coloquial. El riojano se considera un "juglar de Dios"; por ello, se permite a sí mismo poder introducir términos coloquiales o vulgarismos; esto es porque él era una persona con estudios que se podía permitir utilizar un lenguaje tanto culto como vulgar. Gracias a estos, hace que la obra sea más amena de leer o de ver representada. 
En este apartado, también podemos hablar sobre el maniqueísmo que presenta Berceo. El maniqueísmo se trata de que aparezcan personajes buenos y malos. Uno de los personajes principales en todos los milagros es la Virgen. Ella es la que siempre aparece o a la siempre mencionan para pedirle ayuda. Muchas veces aparece en forma muy humana; ya que se la describe de forma muy realista. 
En los milagros, aparece el mundo sobrenatural, ya que aparece el purgatorio, el cielo y el infierno. Y el mundo terrenal es donde suceden los milagros y se cometen los pecados; también es desde donde los clérigos piden ayuda a la Virgen para que les salve.